# Palazzo Bonaparte

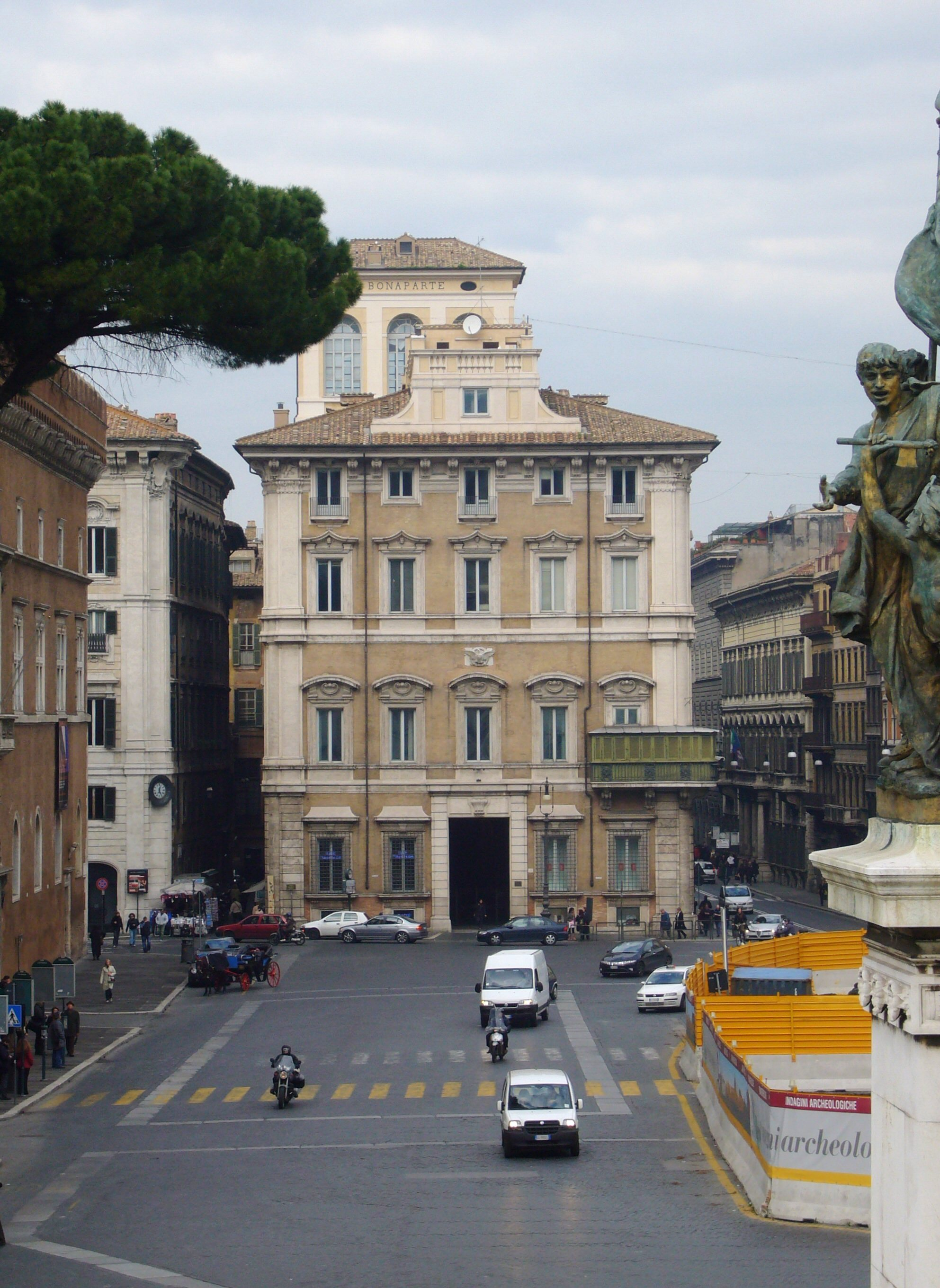
Palazzo Bonaparte

Het Paleis van Bonaparte (Italiaans: Palazzo Bonaparte) is een palazzo in Rome. Het is gelegen aan de Piazza Venezia, vlak naast de Via del Corso. Het paleis is vernoemd naar zijn bekendste bewoner, Maria Laetitia Ramolino, moeder van keizer Napoleon Bonaparte.
Het paleis werd in 1660 gebouwd door de familie d’Aste en was vervolgens eigendom van verschillende families. Het Palazzo Bonaparte was in die tijd zeer rijk aan kunst. Uiteindelijk kwam het paleis in handen van de Franse kardinaal Joseph Fesch, die er zijn halfzus Maria Laetitia Ramolino liet wonen. Zij was namelijk verbannen uit Frankrijk na de Slag bij Waterloo in 1815, waarbij haar zoon Napoleon het onderspit moest delven. Ondanks haar hoop om ooit terug te keren naar haar vaderland stierf Laetitia in 1836 te Rome.
Sinds beginjaren 2020 is hier een kunstmuseum gevestigd, met wisselende tentoonstellingen. Zo was er in 2022 een tentoonstelling met werken van Vincent van Gogh. In 2023 was er werk van Escher tentoongesteld. De organisatie berust bij Arthemisia, die dit voorheen deed in het Vittorano, aan de overzijde van het plein. 